# 横瀬浦

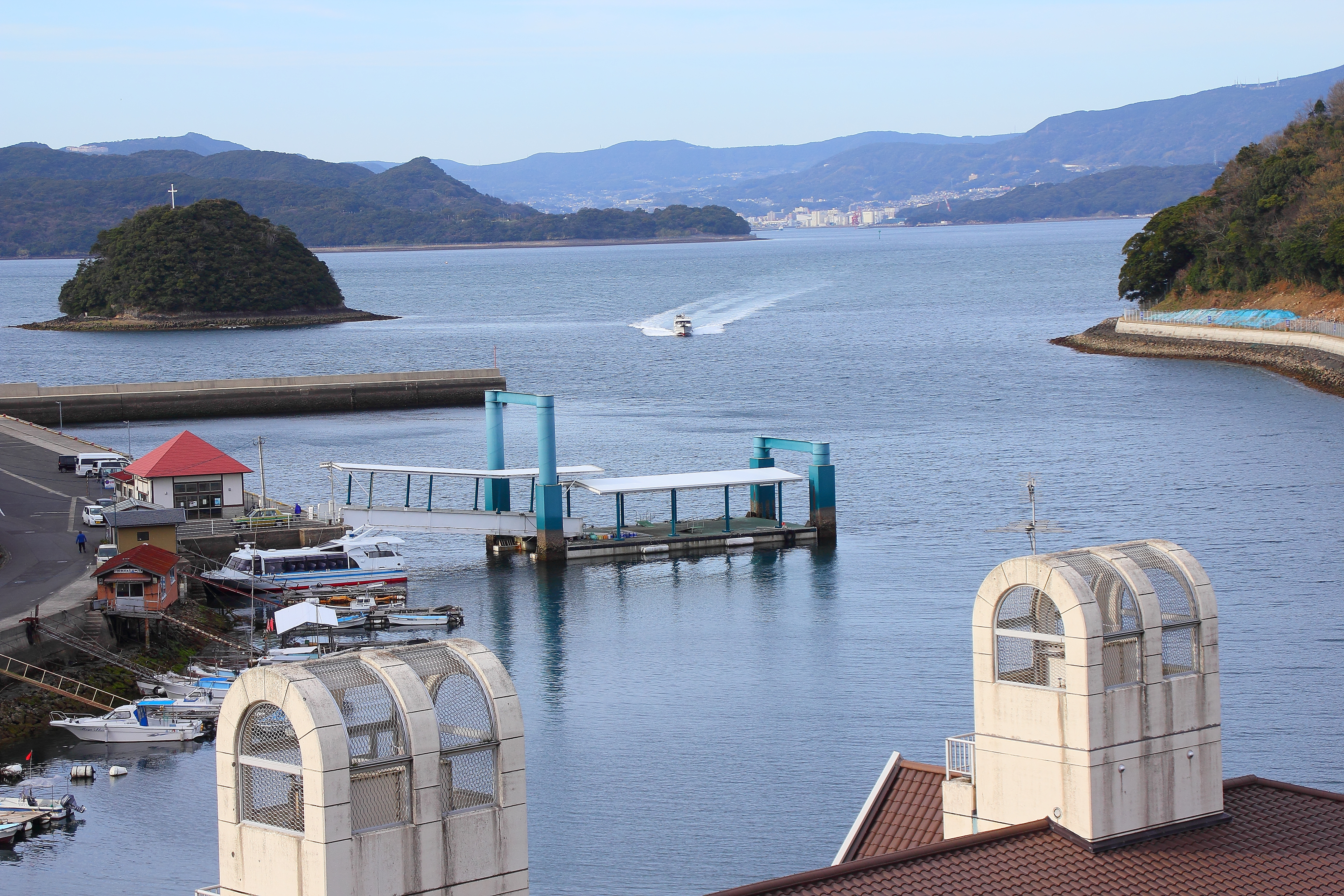
横瀬浦港

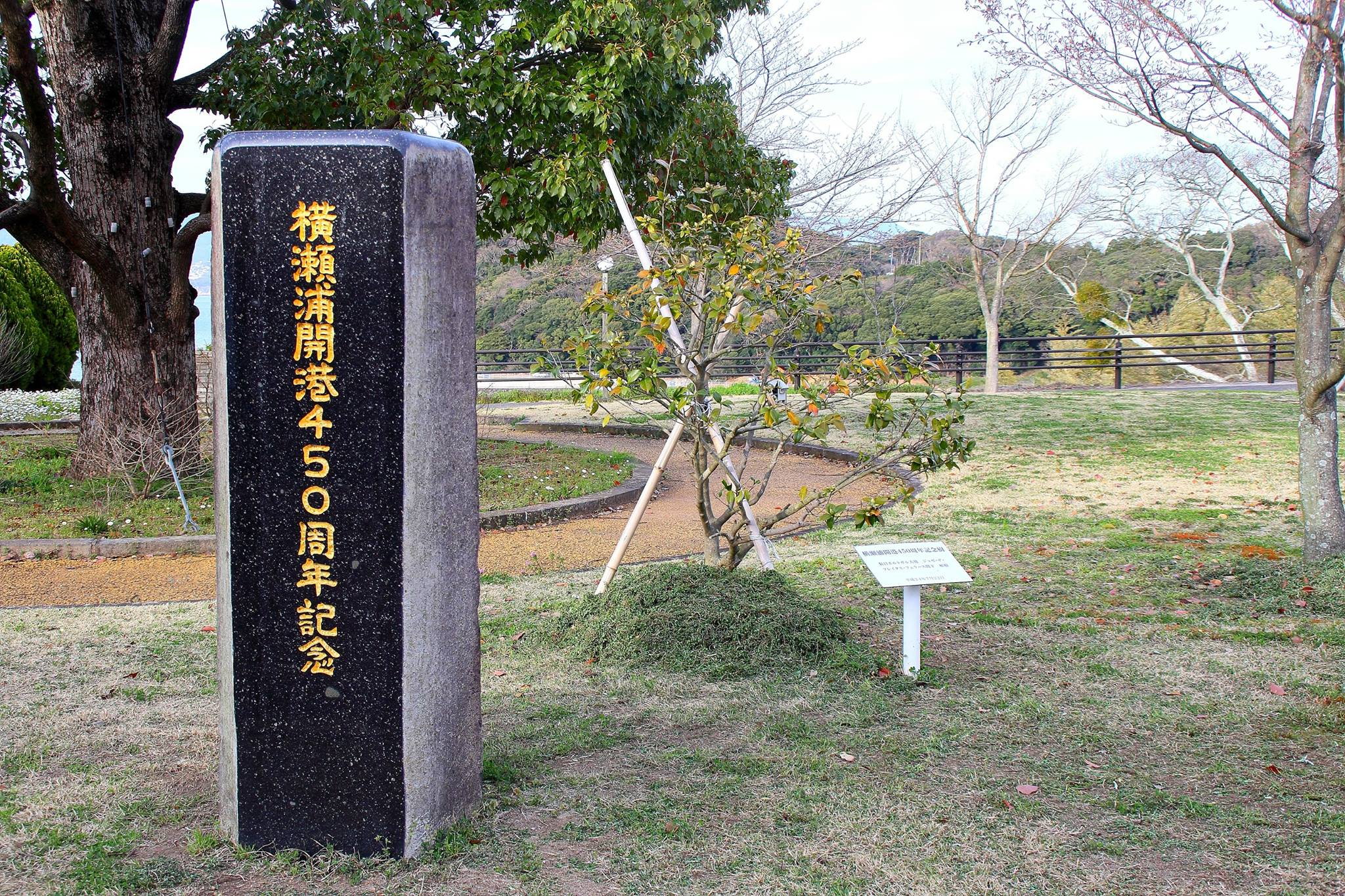
横瀬浦開港450周年記念碑

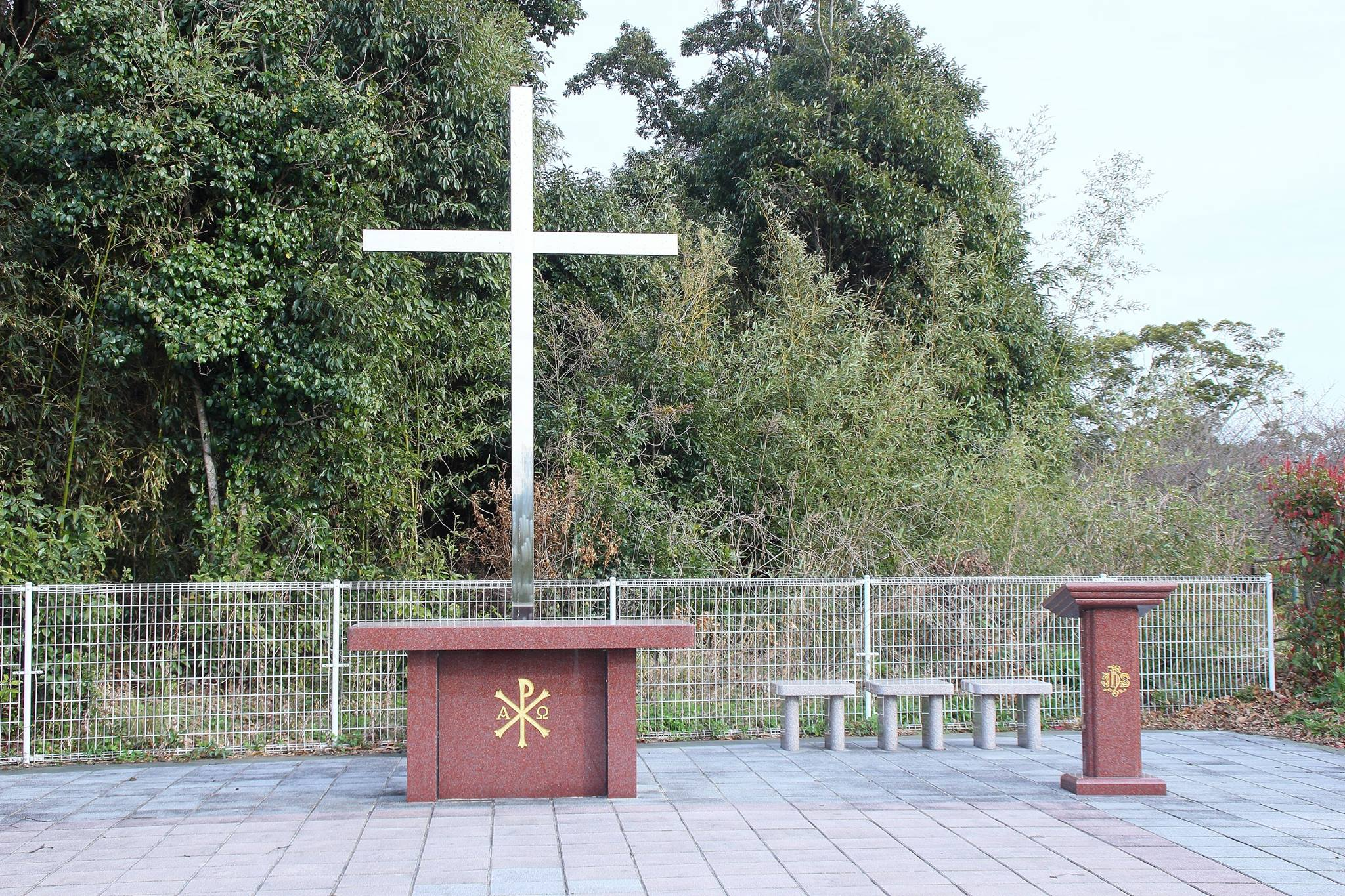
横瀬浦公園 ポルトガル帆船来航記念碑

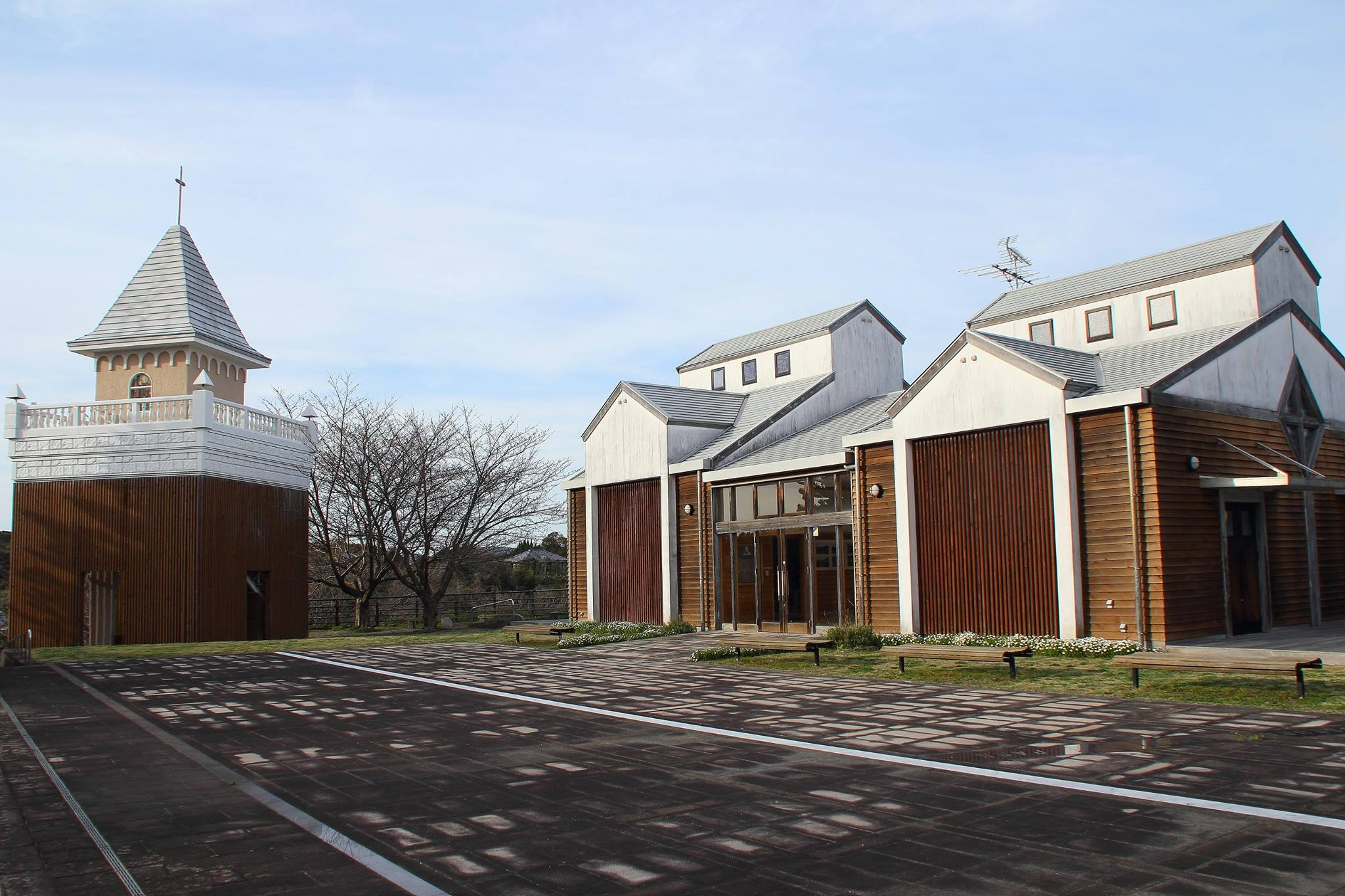
横瀬浦公園史跡資料館

横瀬浦（よこせうら）とは、長崎県西海市西海町横瀬郷にある入江の港である。宮ノ前事件により平戸から逃れたポルトガル商人・宣教師らを大村純忠が迎え入れたことで知られる。

## 地理
佐世保湾内にあり、瀬川汽船が運行する連絡船を利用すると、佐世保港まで15分程度で到着する。桟橋はショッピングモールのさせぼ五番街や佐世保駅などに隣接しているため、利便性は高い。横瀬地区は昔から高等学校への通学や通勤、ショッピングなど佐世保市とは生活圏で密接な関係にある。

## 歴史
永禄4年（1561年）、宮ノ前事件の勃発により平戸での貿易が困難となったイエズス会は新たな貿易拠点として横瀬浦に着目した。大村領主の大村純忠がこれを支援した結果、横瀬浦は南蛮貿易の拠点となる港として繁栄した。
純忠は横瀬浦に教会を建立し、自らもキリスト教に改宗し、日本初のキリシタン大名となった。また、同時期に「日本史」を著しったイエズス会の宣教師ルイス・フロイスも横瀬浦に上陸し、布教活動を開始した。フロイスは、「横瀬浦は日本で最も知られたキリシタンの町になった」と評している。
しかし、純忠の養子縁組で大村氏を継げなかった恨みを持つ後藤貴明らによる夜襲を受けて横瀬浦は焼き払われた。その後、横瀬浦の代替地として長崎純景の領する長崎が開港されることになった。
これらの経緯は隠れキリシタンの苦難を書いた遠藤周作の長編小説「沈黙」に記されている。
現在、かつて教会が存在したとされる土地の周辺には横瀬浦公園が整備されており、当時のことを知る資料館などが存在する。

## 交通アクセス

### 自動車
佐世保市方面からは、西海パールライン有料道路を通り、国道202号線に進む。Aコープ横瀬店を過ぎた先の信号を右折。

### 公共交通機関
佐世保駅近くのフェリーターミナルから横瀬西港へのフェリーで約15分。

### 書籍
- 遠藤周作『沈黙』新潮社、1981年10月。ISBN 978-4-10-112315-8
- 『イエズス会日本書簡集』

### テレビ
- 信長 KING OF ZIPANGU（NHK総合、1992年）